# Mrs. America
Mrs. America je historický dramatický televizní seriál z roku 2020. Minisérii o 9 dílech vytvořila a napsala Dahvi Wallerová; režie se chopili Anna Bodenová a Ryan Fleck. V hlavních rolích se objevily Cate Blanchettová, Rose Byrne, Uzo Aduba, Margo Martindale a Tracey Ullman. Seriál byl natočený pro FX on Hulu a měl premiéru 15. dubna 2020.

## Námět
Seriál Mrs. America dramatizuje historický boj, který se strhl v 70. letech 20. století v USA kolem přijetí dodatku Ústavy USA Equal Rights Amendment. Do čela odporu se tehdy nečekaně postavila konzervativní aktivistka Phyllis Schlaflyová. Děj je vyprávěn očima Schlaflyové i druhé vlny feministek, které se za dodatek postavily (Gloria Steinemová, Betty Friedanová, Shirley Chisholmová, Bella Abzug a Jill Ruckelshaus). Seriál také popisuje vznik a etablování tzv. Moral Majority, neboli zájmového hnutí konzervativních křesťanů.

## Obsazení
- Cate Blanchettová jako Phyllis Schlaflyová, vlivná konzervativní aktivistka, která spustila kampaň STOP ERA a založila zájmové hnutí Eagle Forum.
- Rose Byrne jako Gloria Steinemová, feministka, novinářka a aktivistka, která spoluzakládala National Women's Political Caucus a časopis Ms.
- Uzo Aduba jako Shirley Chisholmová, politička, která byla první Afroameričankou zvolenou do Sněmovny reprezentantnů USA a první kandidátkou na prezidentku USA.
- Elizabeth Banksová jako Jill Ruckelshaus, republikánská feministka a aktivistka, spoluzakladatelka National Organization for Women a National Women's Political Caucus, a vedoucí kanceláře Bílého domu pro ženské programy.
- Kayli Carterová jako Pamela, smyšlená postava, členka kampaně STOP ERA.
- Ari Graynorová jako Brenda Feigenová, feministka a právnička, místopředsedkyně National Organization for Women.
- Melanie Lynskey jako Rosemary Thomsonová, konzervativní aktivistka, členka kampaně STOP ERA.
- Margo Martindale jako Bella Abzug, politička, feministka, členka Sněmovny reprezentantů USA, spoluzakladatelka National Organization for Women a National Women's Political Caucus, a vedoucí National Advisory Commission for Women v administrativě prezidenta Cartera.
- John Slattery jako Fred Schlafly, manžel Phyllis, úspěšný právník, konzervativní aktivista a antikomunista.
- Jeanne Tripplehorn jako Eleanor Schlaflyová, švagrová Phyllis, konzervativní aktivista.
- Tracey Ullman jako Betty Friedanová, feministka, spisovatelka, autorka knihy Feminine Mystique, spoluzakladatelka National Organization for Women a National Women's Political Caucus.
- Sarah Paulsonová jako Alice Macray, smyšlená postava, členka kampaně STOP ERA.

## Seznam dílů
| Č. v seriálu | Původní název                  | Režie                      | Scénář                                  | Premiéra v USA  |
| ------------ | ------------------------------ | -------------------------- | --------------------------------------- | --------------- |
| 1            | Phyllis                        | Anna Bodenová & Ryan Fleck | Dahvi Wallerová                         | 15. dubna 2020  |
| 2            | Gloria                         | Anna Bodenová & Ryan Fleck | Dahvi Wallerová                         | 15. dubna 2020  |
| 3            | Shirley                        | Amma Asante                | Tanya Barfieldová                       | 15. dubna 2020  |
| 4            | Betty                          | Amma Asante                | Boo Killebrew                           | 22. dubna 2020  |
| 5            | Phyllis & Fred & Brenda & Marc | Laure de Clermont-Tonnerre | Micah Schraft a April Shih              | 29. dubna 2020  |
| 6            | Jill                           | Laure de Clermont-Tonnerre | Sharon Hoffmanová                       | 6. května 2020  |
| 7            | Bella                          | Anna Bodenová & Ryan Fleck | Micah Schraft                           | 13. května 2020 |
| 8            | Houston                        | Janicza Bravo              | Dahvi Wallerová                         | 20. května 2020 |
| 9            | Reagan                         | Anna Bodenová & Ryan Fleck | Dahvi Wallerová a Joshua Allen Griffith | 27. května 2020 |